# 힐드룬 클라우스
힐드룬 클라우스(독일어: Hildrun Claus, 1939년 5월 13일 ~ )는 전 동독의 육상 선수로 1960년과 1964년 하계 올림픽에 단일 독일팀을 위하여 나가 멀리뛰기에서 각각 3위와 7위를 하였다.
드레스덴에서 태어나 후에 동베를린으로 이주하였다.
1957년부타 1962년까지, 그리고 1964년에 멀리뛰기에서 동독 선수권을 우승하고, 3개의 세계 기록을 세웠다 - 6.36m와 6.40m(1960년), 6.42m(1961년).
그녀는 조경 설계의 학위를 소유하고 있다. 1995년 스포츠와 관련된 사고의 결과로서 마비가 되었다.